# ویتژوو
ویتژوو (به صربی: Viteževo) یک منطقهٔ مسکونی در صربستان است که در ژاباری واقع شده‌است. ویتژوو ۸۶۳ نفر جمعیت دارد.